# Giuliô Riyadi Darmaatmadja
Giuliô Riyadi Darmaatmadja S.J (Sinh 1934) là một hồng y người Indonesia của Giáo hội Công giáo Rôma. Ông nguyên là Tổng giám mục Tổng giáo phận Jakartar, Tổng giáo phận Semarang, Tổng tuyên úy Quân đội Indonesia và Chủ tịch Hội đồng Giám mục Indonesia. Với tước hồng y, ông từng tham dự Mật nghị Hồng y 2005, chọn ra Giáo hoàng Biển Đức XVI.

## Tiểu sử
Hồng y Giuliô (Julius) Riyadi Darmaatmadja chào đời ngày 20 tháng 12 năm 1934 tại Muntilan, Indonesia. Thời trẻ tuổi, chủng sinh Darmaatmadja theo học các lớp chủng viện trong thời gian dài hạn. Sau khi mãn khóa, ngày 18 tháng 12 năm 1969, ông được tiến tới việc truyền chức linh mục. Chủ dự nghi thức truyền chức là Hồng y Justinus Darmojuwono, Tổng giám mục Tổng giáo phận Semarang.
Ngày 19 tháng 2 năm 1983, Tòa Thánh loan báo tin giáo hoàng linh mục Giuliô Riyadi Darmaatmadja làm Tổng giám mục Tổng giáo phận Semarang. Lễ tấn phong cho vị Tổng giám mục tân cử được cử hành sau đó vào ngày 29 tháng 6. Ba giáo sĩ tham dự nghi thức tấn phong gồm chủ phong là Hồng y Justinus Darmojuwono, nguyên Tổng giám mục Semarang; hai vị phụ phong gồm Giám mục Francis Xavier Sudartanta Hadisumarta, O. Carm., Giám mục chính tòa Giáo phận Malang và Tổng giám mục Leo Soekoto, S.J., Tổng giám mục Tổng giáo phận Jakarta. Tân Tổng giám mục chọn châm ngôn cho mình:In nomine Jesu. từ ngày 28 tháng 4 năm 1984, ông trở thành Tuyên Úy Quân đội Indonesia.
Sau mười năm trên cương vị người đứng đầu Tổng giáo phận Semarang, ngày 26 tháng 11 năm 1994, Giáo hoàng Gioan Phaolô II vinh thăng Tổng giám mục Riyadi Darmaatmadja tước vị hồng y Đẳng Linh mục Nhà thờ Sacro Cuore di Maria. Hơn một năm sau ngày nhận tước hồng y, ngày 11 tháng 1 năm 1996, Tòa Thánh thuyên chuyển tân hồng y về nhiệm sở mới là Tổng giáo phận Jakarta, địa phận thủ đô Indonesia với chức danh Tổng giám mục chính tòa.
Ngày 2 tháng 1 năm 2006, ông từ nhiệm khỏi vị trí Tổng Tuyên úy Quân đội, sau hơn 20 năm thực hiện nhiệm vụ này. Ngày 28 tháng 6 năm 2010, ông từ nhiệm vị trí Tổng giám mục Jakartar, vì giới hạn tuổi tác theo Giáo luật.
Với tuổi dưới 80, Hồng y Darmaatmadja có quyền tham dự hai mật nghị hồng y, gồm mật nghị Hồng y 2005 và Mật nghị Hồng y 2013. Tuy nhiên, vì lí do sức khỏe, ông không tham dự mật nghị năm 2013, và chỉ tham dự Mật nghị năm 2005, chọn Tân Giáo hoàng Biển Đức XVI.